# 京王ライナー
京王ライナー（けいおうライナー、KEIO LINER）は、京王電鉄が運行している有料座席指定列車。列車種別名も兼ねている。
本項目では、同様に京王電鉄が運行するMt.TAKAO号（マウントたかおごう）や、臨時の座席指定列車についても扱う。

## 概要
京王では初の座席指定列車であり、長距離区間の利用者の着席ニーズに対応する列車として、2018年2月22日より運行を開始した。京王電鉄で初めて、クロスシートとロングシートの転換機構を備えた5000系電車（2代）が専用で使用され、京王ライナー運行時にはクロスシートとなる。5000系は地下鉄直通に対応しているものの、都営地下鉄新宿線に乗り入れる京王ライナーは設定されていない。
2017年4 - 5月にかけて座席指定列車の愛称投票が行われ、候補に挙げられた「京王ライナー」「京王スマートライナー」「京王プライムライナー」「Luxpress（ラクスプレス）」「WESTAR（ウェスター）」のうち、最多得票約6,300票（総数約2万4,000票）を獲得した「京王ライナー」が選ばれ、翌2018年1月24日に発表された。この「京王ライナー」とは、京王電鉄の新サービスをシンプルに表現したものとされる。
特に新宿 - 八王子間の着席ニーズに応える列車としては、並行する東日本旅客鉄道（JR東日本）中央本線の特急「あずさ」「かいじ」や、中央線快速で設定されているグリーン車と競合関係にある。
なお、京王ライナーの運行開始に伴い、関東大手私鉄の中で運賃とは別に料金が必要な列車を運行していない鉄道事業者は相模鉄道（相鉄）のみとなった。

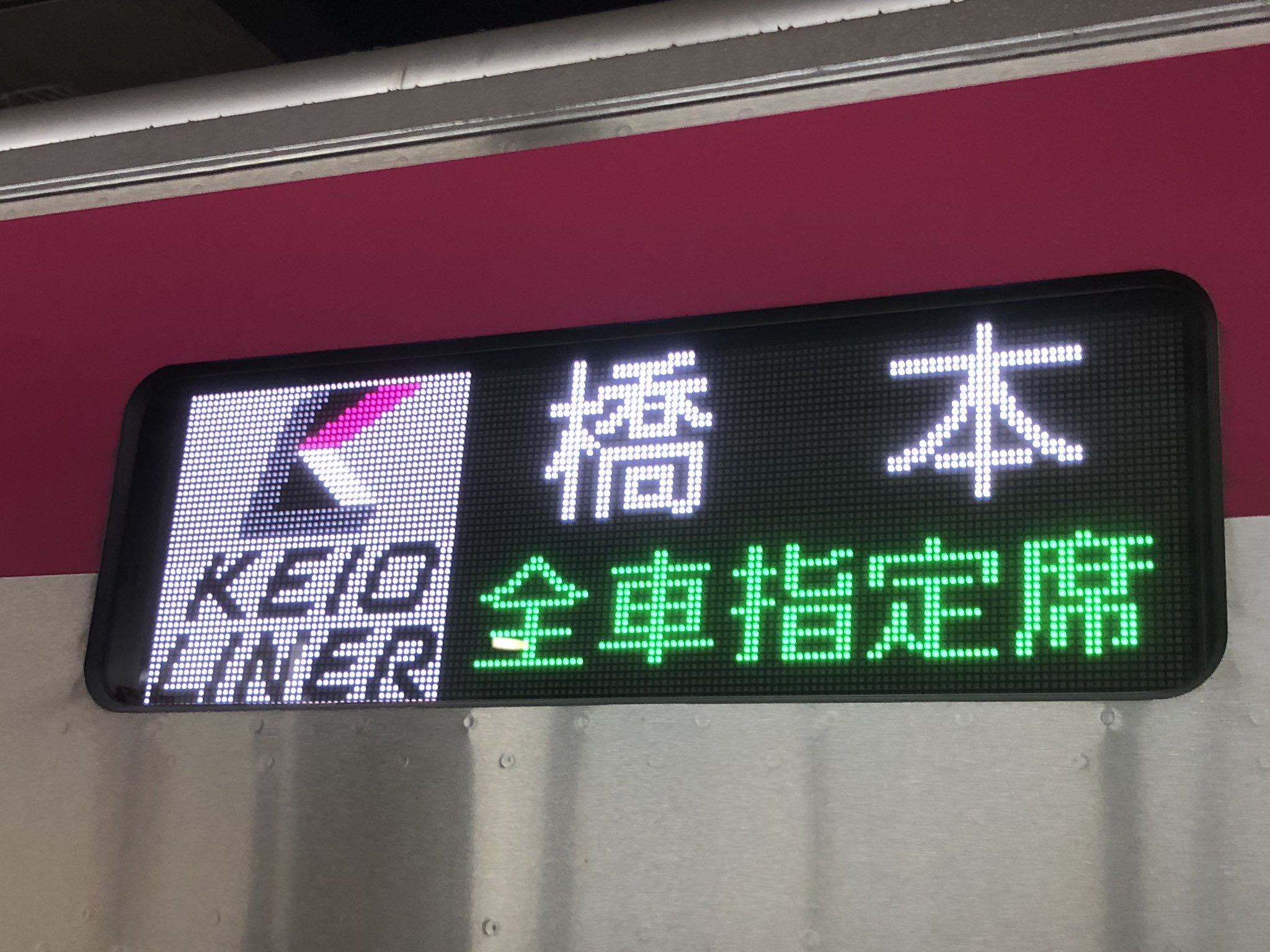
京王ライナー表示
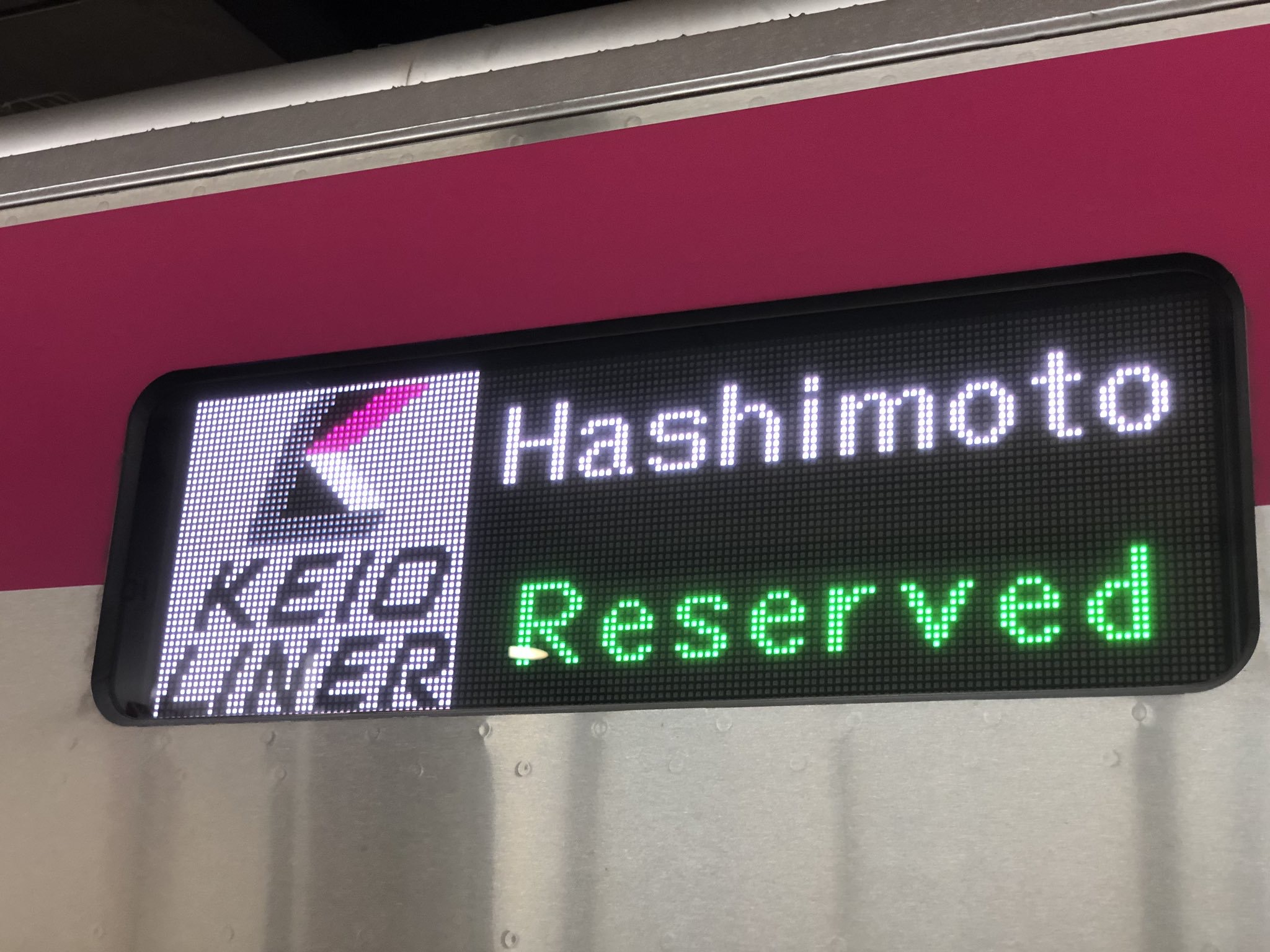
京王ライナー表示(英語版)
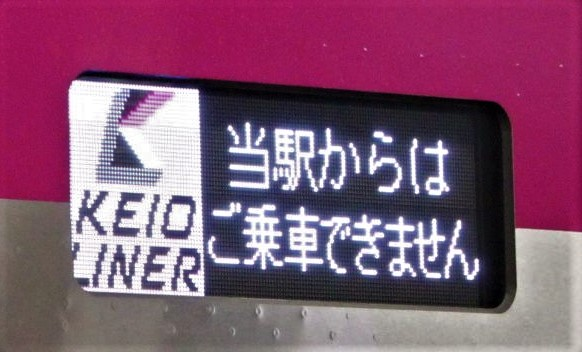
通過駅に運転停車したときの表示
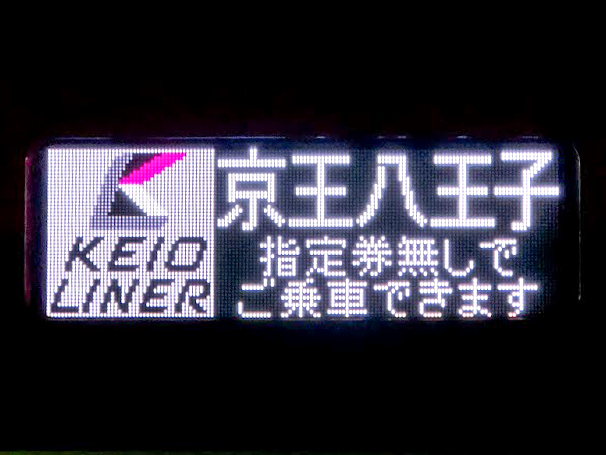
下り列車京王八王子行き 府中駅以遠の各駅での表示

## 運行形態

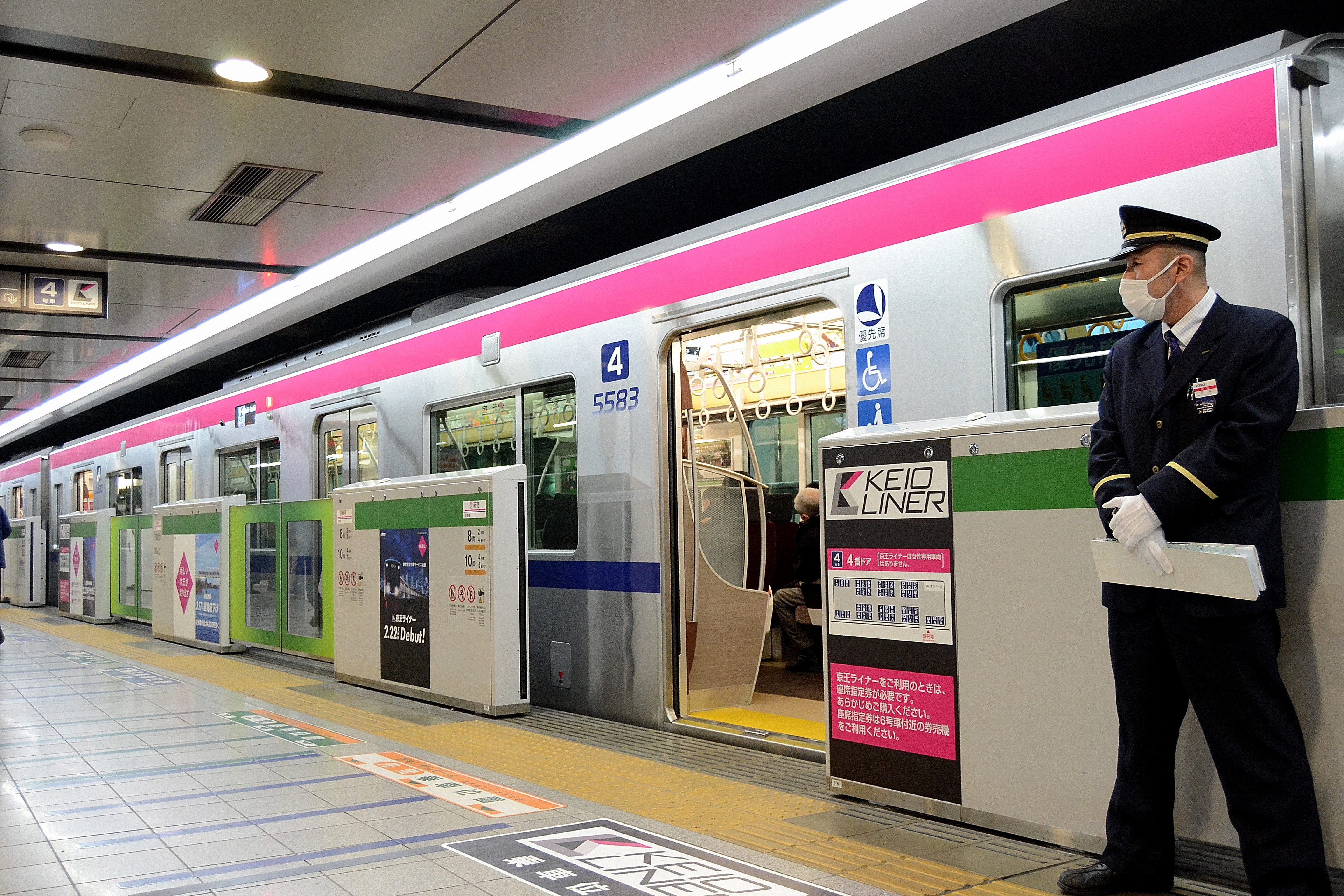
下り列車は京王線新宿駅停車中、車端部のドアのみ開く

2023年3月18日改正のダイヤでは、下り列車は平日は16時40分、土休日は15時20分から京王八王子行きと休日と平日の22時台と23時台の橋本行きがそれぞれ1時間に1本ずつ、平日の21時40分までの橋本行きが1時間に2本、最大20本運行する。上り列車は平日朝に京王八王子発を6本、橋本発を6本、休日朝に京王八王子発が3本と橋本発を4本運行する。土休日の朝に橋本行きを1本運行する。

### 運行本数の変遷
- Mt.TAKAO号・臨時の京王ライナーを除く。

| 改正日         | 京王八王子発着 | 京王八王子発着 | 京王八王子発着 | 京王八王子発着 | 橋本発着 | 橋本発着 | 橋本発着 | 橋本発着 | 高尾山口発着 | 高尾山口発着 | 高尾山口発着 | 高尾山口発着 |
| 改正日         | 平日           | 平日           | 土休日         | 土休日         | 平日     | 平日     | 土休日   | 土休日   | 平日         | 平日         | 土休日       | 土休日       |
| 改正日         | 上り           | 下り           | 上り           | 下り           | 上り     | 下り     | 上り     | 下り     | 上り         | 下り         | 上り         | 下り         |
| -------------- | -------------- | -------------- | -------------- | -------------- | -------- | -------- | -------- | -------- | ------------ | ------------ | ------------ | ------------ |
| 2018年2月22日  | 0              | 5              | 0              | 5              | 0        | 5        | 0        | 5        | 未設定       | 未設定       | 未設定       | 未設定       |
| 2019年2月22日  | 2              | 5              | 1              | 6              | 2        | 5        | 2        | 7        | 未設定       | 未設定       | 未設定       | 未設定       |
| 2020年2月22日  | 3              | 7              | 1              | 6              | 4        | 7        | 1        | 8        | 未設定       | 未設定       | 未設定       | 未設定       |
| 2020年10月30日 | 5              | 7              | 1              | 6              | 4        | 8        | 1        | 8        | 未設定       | 未設定       | 未設定       | 未設定       |
| 2022年3月12日  | 5              | 7              | 3              | 6              | 4        | 8        | 3        | 8        | 未設定       | 未設定       | 未設定       | 未設定       |
| 2023年3月18日  | 6              | 7              | 3              | 7              | 5        | 11       | 3        | 9        | 未設定       | 未設定       | 未設定       | 未設定       |
| 2024年3月16日  | 6              | 7              | 3              | 7              | 6        | 13       | 4        | 10       | 未設定       | 未設定       | 未設定       | 未設定       |
| 2025年3月15日  | 7              | 7              | 3              | 7              | 7        | 13       | 4        | 13       | 1            | 1            | 0            | 2            |

### 座席指定券

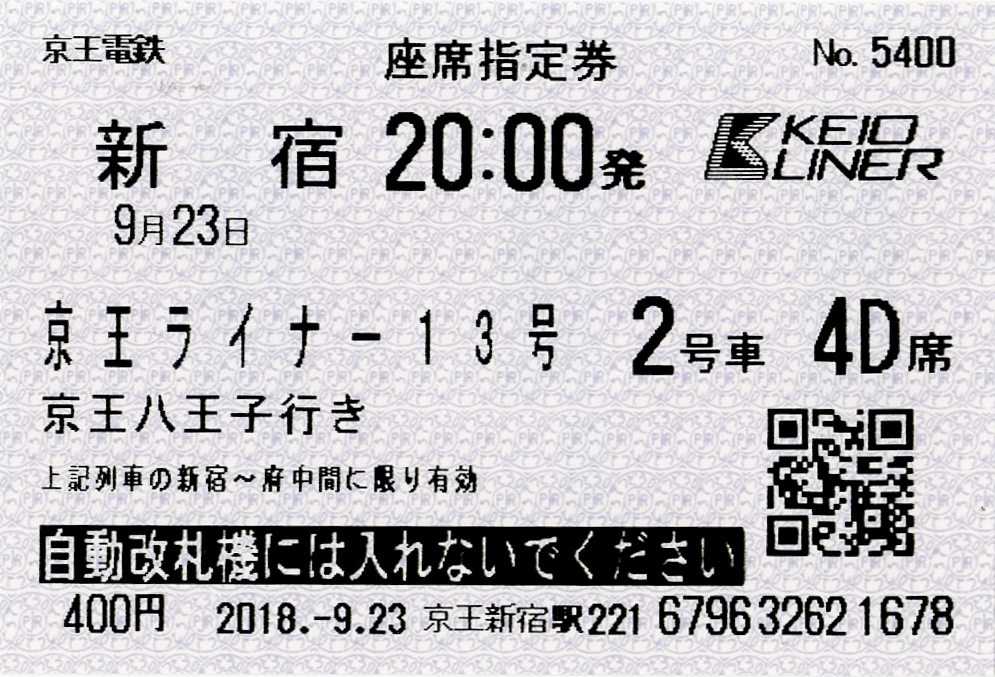
京王ライナー　座席指定券

乗車には座席指定券が必要で、座席指定券の料金は一律410円（大人小児同額）。購入せずに乗車した場合は車内料金として700円を徴収され、また着席できない可能性がある。下り列車は府中駅・京王永山駅以遠の各駅から乗車する場合は座席指定券が不要となり、空席があれば着席ができる。上り列車は全区間で座席指定券が必要で、明大前駅と京王線新宿駅以外の途中停車駅では降車できない。また、明大前駅は下りが乗車専用・上りが降車専用であるため、京王線新宿 - 明大前間のみの利用は上下列車とも不可となっている。
座席指定券は発売専用Webサイト「京王チケットレスサービス」で乗車日の7日前7時から購入できるほか、京王ライナー停車駅に設置の専用券売機で乗車日当日に購入できる。京王パスポートカードクレジット会員は「京王チケットレスサービス」での優先予約サービス(乗車日の前日)や購入額の1％分の京王グループ共通ポイントを加算、同月内に4席購入ごとに100ポイントをプレゼント、京王グループ共通ポイントでの決済可能などの特典がある。2019年2月21日の発車分まで「京王チケットレスサービス」は乗車日の当日にしか購入できなかった。京王チケットレスサービスは、2024年1月23日まではクレジットカード払いのみしか対応していなかったが、1月24日からは「PayPay」での支払いが可能になったほか、座席指定が発車5分前まで選択出来るようになった。
京王チケットレスサービスの場合は発車5分前まで座席の選択、号車と座席タイプ（通路側か窓側）の選択や乗車変更、払い戻しが可能、また京王線新宿駅改札外の専用券売機では号車の選択が可能である。

#### こどもといっしょ割 座席指定券
2021年から一部の時期の土休日に「こどもといっしょ割 座席指定券」と呼ばれるきっぷを販売している。大人・小児2席セットで500円での販売。
2021年
- 10月2日から12月26日までの土休日限定で大人・小児2席セットの「こどもといっしょ割 座席指定券」を500円で発売した[14]。この期間中は9号車と10号車が「こどもといっしょ割」の専用車両となった。

2022年
- 7月23日から8月28日までの期間の対象列車はMt.TAKAO号の全列車と19時台までの下り京王ライナー。この期間中は上り列車は1号車と2号車が、下り列車は7号車が「こどもといっしょ割」の専用車両となり、多摩動物公園駅の改札窓口でも販売[15]。
- 10月29日から12月18日までの期間[16]の対象列車は、Mt.TAKAO号の全列車と京王ライナーの8時台 - 10時台の上り列車と19時までの下り列車。当該期間は上り列車は1号車と2号車が、下り列車は7号車と8号車が「こどもといっしょ割」の専用車両となり、各乗車駅の改札窓口で販売[注釈 6]。

#### 京王ライナー個室プラン ～走る実験室～
「京王ライナー個室プラン ～走る実験室～」は、「利用者が車両を使った企画を検討し、京王ライナーをもっと身近に、価値をお客様と共に高めていく」をコンセプトに、座席指定列車の「京王ライナー」と新宿駅から高尾山口駅まで直通の「Mt,TAKAO号」における目的地までの移動時間を、利用者のニーズに合わせて楽しめるように企画したものである。
学校行事での団体移動や家族での貸し切りなどの利用を想定しているほか、鉄道係員の制服の貸し出しなど、各種オプションメニューもある。
1人から利用ができ、最大39人まで乗車ができる。料金は、乗車人数に関わらず4万円から。
対象列車は、「京王ライナー」の1〜4,6号と31〜36号、「Mt.TAKAO号」の1〜6,8号である。上りは10号車、下りは1号車が対象車両となる。
申し込みには、乗車日の2カ月前から3週間前までに、メールで申し込む必要があり、メールには、希望日、希望列車、乗車予定人数、企画内容が必要で、営利目的の撮影、車両破損の恐れや運転に影響が出る企画などは利用が出来ない。

## 使用車両

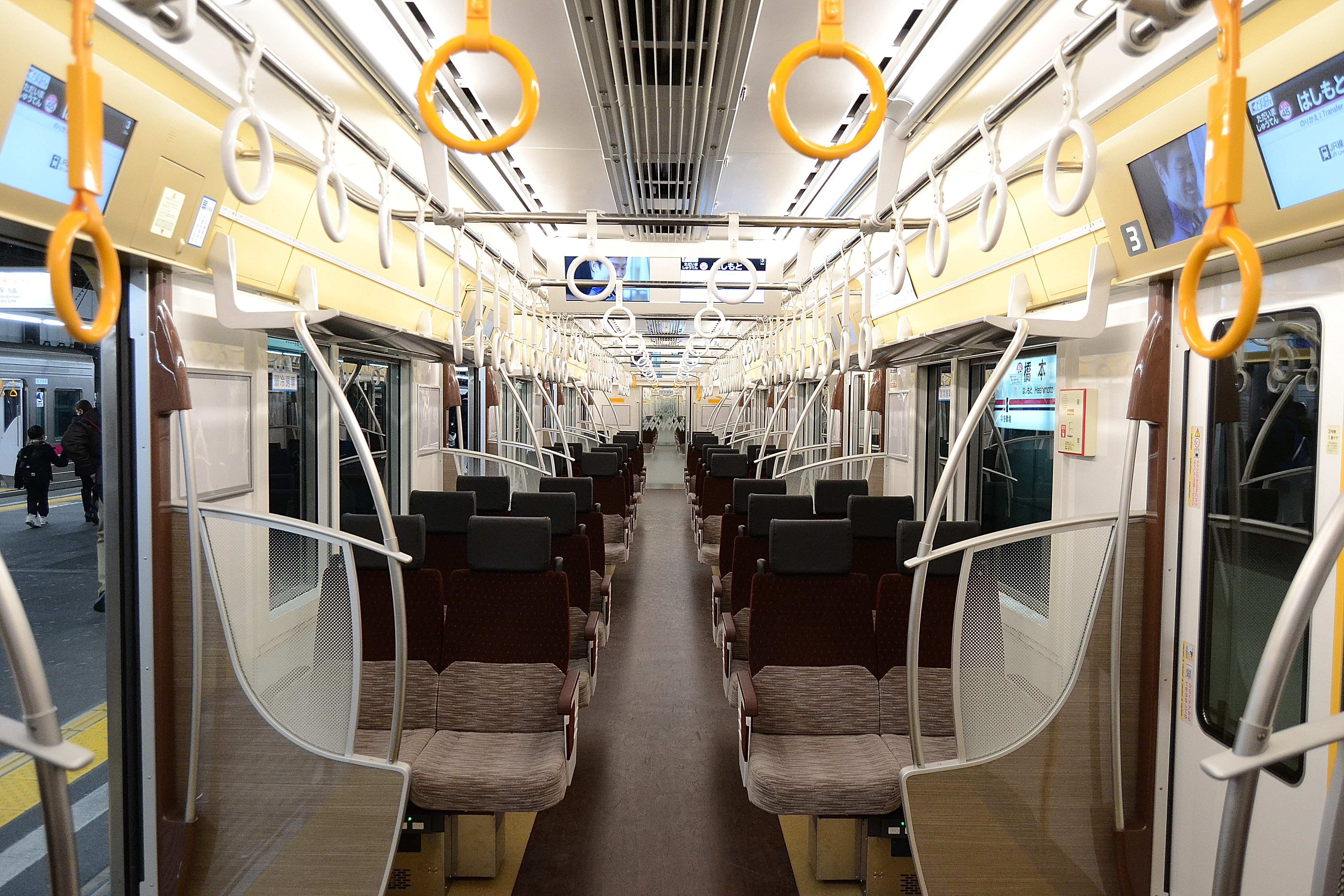
京王ライナー使用時の車内

5000系（2代）が使用される。「京王ライナー」運行時の総定員は438席で、座席はクロスシート（車端部は3人掛けロングシート）になり、車内の照明が落ちついた暖色に変わるほか、全席に電源コンセントが完備される。クロスシート座席は転換が可能だが、その際には肘掛け後部にあるレバーを引くことで転換できる。なお、一部編成はクロスシートにリクライニング機能を備えるが、運用上・時刻表上での区別は特に行われていない。
車端部のロングシートには優先席の標識が掲載されているが、座席指定券が不要となる区間においても優先席としての取り扱いは行わない。

## 停車駅
京王線
京王線新宿駅 - 明大前駅 - 府中駅 - 分倍河原駅 - 聖蹟桜ヶ丘駅 - 高幡不動駅 - 北野駅 - 京王八王子駅（下り列車は休日の11号が京王八王子まで最速34分、上り列車は平日の2号が最速43分）
相模原線
京王線新宿駅 - 明大前駅 - 京王永山駅 - 京王多摩センター駅 - 南大沢駅 - 橋本駅（下り列車は平日の39号、休日の43号が京王多摩センターまで最速24分、上り列車は平日の32号が最速26分）
高尾線
京王線新宿駅 - 明大前駅 - 府中駅 - 分倍河原駅 - 聖蹟桜ヶ丘駅 - 高幡不動駅 - 北野駅 - めじろ台駅 - 高尾駅 - 高尾山口駅（下り列車は休日の63号が高尾山口まで最速43分、上り列車は平日の62号が最速55分）
- 下り列車は京王線新宿駅1番線（平日）・2番線（土休日）から発車する。府中駅・京王永山駅以西の停車駅は急行と同じ。

| 改正日                                     | 方向  | 京王線     | 京王線 | 京王線 | 京王線   | 京王線     | 京王線   | 京王線 | 京王線     | 相模原線 | 相模原線         | 相模原線 | 相模原線 | 高尾線   | 高尾線 | 高尾線   |
| 改正日                                     | 方向  | 京王線新宿 | 明大前 | 府中   | 分倍河原 | 聖蹟桜ヶ丘 | 高幡不動 | 北野   | 京王八王子 | 京王永山 | 京王多摩センター | 南大沢   | 橋本     | めじろ台 | 高尾   | 高尾山口 |
| ------------------------------------------ | ----- | ---------- | ------ | ------ | -------- | ---------- | -------- | ------ | ---------- | -------- | ---------------- | -------- | -------- | -------- | ------ | -------- |
| 2018年2月22日                              | 下り→ | ●          | ＊     | ●      | ●        | ●          | ●        | ●      | ●          |          |                  |          |          |          |        |          |
| 2018年2月22日                              | 下り→ | ●          | ＊     | ＝     | ＝       | ＝         | ＝       | ＝     | ＝         | ●        | ●                | ●        | ●        |          |        |          |
| 2019年2月22日                              | 下り→ | ●          | ＊     | ●      | ●        | ●          | ●        | ●      | ●          |          |                  |          |          |          |        |          |
| 2019年2月22日                              | 下り→ | ●          | ＊     | ＝     | ＝       | ＝         | ＝       | ＝     | ＝         | ●        | ●                | ●        | ●        |          |        |          |
| 2019年2月22日                              | 上り← | ●          | ＊     | ○      | ○        | ○          | ○        | ○      | ●          |          |                  |          |          |          |        |          |
| 2019年2月22日                              | 上り← | ●          | ＊     | ＝     | ＝       | ＝         | ＝       | ＝     | ＝         | ○        | ○                | ○        | ●        |          |        |          |
| 土休日: 2021年10月30日 平日: 2022年3月12日 | 下り→ | ●          | ○      | ●      | ●        | ●          | ●        | ●      | ●          |          |                  |          |          |          |        |          |
| 土休日: 2021年10月30日 平日: 2022年3月12日 | 下り→ | ●          | ○      | ＝     | ＝       | ＝         | ＝       | ＝     | ＝         | ●        | ●                | ●        | ●        |          |        |          |
| 土休日: 2021年10月30日 平日: 2022年3月12日 | 上り← | ●          | ◎      | ○      | ○        | ○          | ○        | ○      | ●          |          |                  |          |          |          |        |          |
| 土休日: 2021年10月30日 平日: 2022年3月12日 | 上り← | ●          | ◎      | ＝     | ＝       | ＝         | ＝       | ＝     | ＝         | ○        | ○                | ○        | ●        |          |        |          |
| 2025年3月15日                              | 下り→ | ●          | ○      | ●      | ●        | ●          | ●        | ●      | ●          |          |                  |          |          |          |        |          |
| 2025年3月15日                              | 下り→ | ●          | ○      | ＝     | ＝       | ＝         | ＝       | ＝     | ＝         | ●        | ●                | ●        | ●        |          |        |          |
| 2025年3月15日                              | 下り→ | ●          | ○      | ●      | ●        | ●          | ●        | ●      | ＝         | ＝       | ＝               | ＝       | ＝       | ●        | ●      | ●        |
| 2025年3月15日                              | 上り← | ●          | ◎      | ○      | ○        | ○          | ○        | ○      | ●          |          |                  |          |          |          |        |          |
| 2025年3月15日                              | 上り← | ●          | ◎      | ＝     | ＝       | ＝         | ＝       | ＝     | ＝         | ○        | ○                | ○        | ●        |          |        |          |
| 2025年3月15日                              | 上り← | ●          | ◎      | ○      | ○        | ○          | ○        | ○      | ＝         | ＝       | ＝               | ＝       | ＝       | ○        | ○      | ●        |

臨時列車は、通常と異なる停車駅で運転される場合がある。
凡例
- ●：停車
- ○：停車（乗車専用）
- ◎：停車（降車専用）
- ＊：運転停車（乗降不可）
- －：通過
- ＝：経由なし

## Mt.TAKAO号
Mt.TAKAO号（マウントたかおごう）は、京王線新宿駅から高尾山口駅の区間で運行される有料座席指定列車。
本項では臨時京王ライナーとして運行されていた高尾山口駅発の上り列車についても記載する。
運行は土休日の朝方に下り列車、午後に上り列車が運行される。下り列車は途中明大前駅にのみ停車し、上り列車は府中までの急行停車駅と明大前駅に停車する。
座席指定料金は京王ライナーと同額の410円であり、座席指定券も京王ライナー同様に「京王チケットレスサービス」で乗車日の7日から購入できるほか、Mt.TAKAO号停車駅の自動券売機で販売される。

### 停車駅
下り列車：京王線新宿駅 - 明大前駅 - 高尾山口駅
上り列車：高尾山口駅 - 高尾駅 - めじろ台駅 - 北野駅 - 高幡不動駅 - 聖蹟桜ヶ丘駅 - 分倍河原駅 - 府中駅 - 明大前駅 - 京王線新宿駅
| 改正日         | 方向  | 京王線     | 京王線 | 京王線 | 京王線 | 京王線   | 京王線     | 京王線   | 京王線 | 高尾線   | 高尾線 | 高尾線   | 備考                           |
| 改正日         | 方向  | 京王線新宿 | 明大前 | 調布   | 府中   | 分倍河原 | 聖蹟桜ヶ丘 | 高幡不動 | 北野   | めじろ台 | 高尾   | 高尾山口 | 備考                           |
| -------------- | ----- | ---------- | ------ | ------ | ------ | -------- | ---------- | -------- | ------ | -------- | ------ | -------- | ------------------------------ |
| 2018年2月22日  | 上り← | ●          | ＊     | ＊     | ＊     | ＊       | ＊         | ＊       | ＊     | ＊       | ＊     | ●        |                                |
| 2019年2月22日  | 下り→ | ●          | ＊     | －     | ＊     | ＊       | ＊         | ※        | ＊     | ＊       | ＊     | ●        |                                |
| 2019年2月22日  | 上り← | ●          | ＊     | －     | ○      | ○        | ○          | ○        | ○      | ○        | ○      | ●        | 臨時の京王ライナーとしての運行 |
| 2021年10月30日 | 下り→ | ●          | ○      | －     | ＊     | ＊       | ＊         | ＊       | ＊     | ＊       | ＊     | ●        |                                |
| 2021年10月30日 | 上り← | ●          | ◎      | －     | ○      | ○        | ○          | ○        | ○      | ○        | ○      | ●        |                                |
| 2022年3月12日  | 下り→ | ●          | ○      | －     | ＊     | ＊       | ＊         | ＊       | ＊     | ＊       | ＊     | ●        |                                |
| 2022年3月12日  | 上り← | ●          | ◎      | －     | ○      | ○        | ○          | ○        | ○      | ○        | ○      | ●        |                                |

凡例
- ●：停車
- ○：停車（乗車専用）
- ◎：停車（降車専用）
- ＊：運転停車（乗降不可）
- －：通過

### 沿革
2018年秋、初めての高尾山口駅から新宿駅への座席指定列車として、京王ライナーとは別の列車愛称・列車種別として、Mt.TAKAO号は登場した。上り列車のみの運行で、途中に乗降ができる駅は設定されなかった。平日と土休日の合わせて9日間運行され、利用者全員に乗車記念カードが配布された。
2019年以降は、新宿駅から高尾山口駅への下り座席指定列車としてのMt.TAKAO号と、高尾山口駅から新宿駅への上りの臨時京王ライナーによる運行となった。下りのMt.TAKAO号は途中に乗降できる駅は設定されず、上りの京王ライナーは府中駅までの特急停車駅で乗車のみ可能となった。3月10日の髙尾山火渡り祭に合わせ上下1本が先行して運行され、その後も期間限定で臨時列車として土休日に運行されている。
2019年5月4日と5月5日は、多摩動物公園の入園無料日であるため高幡不動駅に降車専用で臨時停車を行った。
2021年10月30日以降は、京王ライナーの停車駅変更に合わせて明大前駅が下り列車の乗車専用駅と上り列車の降車専用駅に追加された。また、上りの臨時京王ライナーも「Mt.TAKAO号」に名称が統一され、車両や駅の案内表示が専用ロゴマークに統一された。
2022年3月12日以降、通年運行となり土休日運行の定期列車となった。シーズン限定の臨時列車も引き続き設定される。
2023年3月18日のダイヤ改正により定期の上り列車が1列車増便された。
2025年3月15日のダイヤ改正により「Mt.TAKAO 1号」が京王ライナーに変更された。
| 期間            | 下り | 上り | 運転日                        |
| --------------- | ---- | ---- | ----------------------------- |
| 2018年秋        | 0    | 2    | 11月10日 - 25日               |
| 2018年秋        | 0    | 1    | 11月21日、22日（平日運行）    |
| 2019年春        | 1    | (1)  | 3月10日                       |
| 2019年春        | 3    | (3)  | 3月21日 - 5月26日             |
| 2019年秋        | 2    | (3)  | 10月25日 - 12月1日            |
| 2020年夏        | 2    | (3)  | 8月15日 - 23日                |
| 2020年秋        | 2    | (3)  | 10月3日 - 12月6日             |
| 2021年 - 2022年 | 2    | (3)  | 2021年3月20日 - 10月29日      |
| 2021年 - 2022年 | 2    | 3    | 2021年10月30日 - 12月17日     |
| 2021年 - 2022年 | 2    | 2    | 2021年12月18日 - 2022年3月6日 |

()内は臨時の京王ライナー。運転日は記載のない限り土休日のみの運行。
| 改正日        | 下り | 上り | 上り | 臨時列車運休期間              |
| 改正日        | 定期 | 定期 | 臨時 | 臨時列車運休期間              |
| ------------- | ---- | ---- | ---- | ----------------------------- |
| 2022年3月12日 | 3    | 2    | 1    | 2022年12月3日 - 2023年2月26日 |
| 2023年3月18日 | 3    | 3    | 1    | 2023年12月2日 - 2024年2月25日 |
| 2024年3月16日 | 3    | 3    | 1    | 2024年12月7日 - 2025年2月24日 |
| 2025年3月14日 | 2    | 3    | 1    |                               |

## 臨時列車
臨時運用では通常では座席指定制列車を運転していない動物園線でもそれが設定される。

### 京王ライナー迎春号
本項では、迎春号運転開始以前の迎光号についても記載する。
京王ライナー迎春号（げいしゅんごう）は高尾山の初詣、初日の出の時期である1月1日に運行される多客期臨時列車である。京王ライナーの臨時列車の扱いであり、定期の京王ライナーと同様、乗車には座席指定券が必要であり、座席指定料金は定期の京王ライナーと同額の410円である。また定期の京王ライナーと同様「チケットレスサービス」と駅の専用券売機で販売される。停車駅は北野までは京王八王子駅行の定期列車と同様で府中から先は急行停車駅であり、下り列車の府中以遠は座席指定券が不要となる。
迎光号は1968年から2018年まで運転されてきた新宿駅及び都営新宿線本八幡駅発の急行・特急列車であった。
- 2019年は、京王ライナー迎光号として京王線新宿駅新宿駅始発で下り2本が運行された[36]。
- 2020年は、京王ライナー迎春号として京王線新宿駅始発で下り4本、高尾山口駅始発で上り1本が運行された[35]。
- 2021年は、京王ライナー迎春号として京王線新宿駅始発で下り4本が運行される予定だったが、新型コロナウイルス感染拡大による国土交通省や東京都の終夜運転中止勧告により中止された[37][38]。
- 2022年は、京王ライナー迎春号として京王線新宿駅始発で下り4本が運行された[39]。

### キッズパークたまどう号
キッズパークたまどう号は、多摩動物公園駅最寄りの3施設のイベント開催に伴い運行された臨時列車である。新宿駅から多摩動物公園駅の区間で運行され、途中客扱いのための停車はない。2019年5月の大型連休中は5月1日を除き97号として運転された。

### 京王ライナー時差Biz号
京王ライナー時差Biz号（じさビズごう）は、東京都が推進する時差通勤の集中取り組み期間にあわせ運行される臨時列車である。京王ライナーの臨時列車の扱いであり、定期の京王ライナーと同様、乗車には座席指定券が必要であり、座席指定料金は定期の京王ライナーと同額の410円である。
- 2019年7月22日から8月30日まで[注釈 11]の平日に京王八王子行きと橋本行きがそれぞれ1本運行された[40]。
- 2020年1月14日から1月31日までの平日に「時差Biz91号」橋本行き（京王線新宿発16時40分～橋本駅着17時16分）と「時差Biz93号」京王八王子行き（京王線新宿発17時00分～京王八王子駅着17時41分）がそれぞれ1本運行された[41]。
- 京王チケットレスサービス優先予約サービスに登録している人に限り京王ライナー利用時4席購入するごとにポイントが400ポイント進呈されるキャンペーンを実施。
- 2020年1月に運行された時差Biz号は、翌2月実施のダイヤ改正において運行時刻が同じ形で京王ライナーの増発に利用され、平日のみ運転の橋本行き「京王ライナー31号」、および従来の土休日運転を平日にも運転に拡大した（毎日運転化）京王八王子行き「京王ライナー1号」に充てられた[6]。

## 沿革

### 年表
- 2016年（平成28年）3月16日 - 有料の座席指定列車を2018年春から運行することが発表される[42]。
- 2017年（平成29年）4月26日 - 座席指定列車の5つの愛称候補（前述）が発表され、翌日から投票を開始[43]。
- 2018年（平成30年）
  - 1月24日 - 愛称の投票結果や指定席料金、停車駅などの詳細が発表される[2]。
  - 2月22日 - 座席指定列車「京王ライナー」の運行を開始[2]。平日は20:00 - 24:20の間に、土休日は17:00 - 21:20の間に、京王線新宿発京王八王子行きと橋本行きが5本ずつ設定された[2]。
  - 5月5日 - 多摩動物公園が開園60周年を迎えることを記念し、新宿駅発多摩動物公園駅行きの臨時イベント列車「京王線スペシャル電車」を運行[44]。
  - 11月10日 - 臨時多客期座席指定列車「Mt.TAKAO号」の運行を開始（上りのみの運行）[20]。
  - 12月22日 - 12月24日 - 臨時多客期座席指定列車「高尾山ハイキング号」「冬の高尾山ハイキング号」を運行[45][46]。

両列車とも高尾山山頂からダイヤモンド富士が見える時期に合わせて運行され、途中客扱いのための停車はなかった。
高尾山ハイキング号は上りのみの運行で、乗車には座席指定券が必要で、座席指定料金は京王ライナーと同額だが「チケットレスサービス」では販売されず高尾山口駅でのみ販売されるほか、冬の高尾山ハイキング号の車内で希望者に購入整理券が配布された。
冬の高尾山ハイキング号は下りのみの運行で、乗車には大人3,000円、小人2,000円が必要だが「チケットレスサービス」や駅では販売されずネットからの申し込みが必要であった。
- 2019年（平成31年･令和元年）
  - 1月1日 - 臨時多客期座席指定列車「京王ライナー迎光号」を運行開始[36]。
  - 1月30日 - 利用者数100万人を達成。
  - 2月22日 - 京王線でダイヤ改正を実施。平日・土休日の朝に上り列車を新設。土休日の下りは運行時間が16時台から22時台までに拡大[5]。
  - 3月10日 - 高尾山口始発の臨時京王ライナーの運行を開始[21]。
  - 4月7日 - よみうりランド夜桜ジュエルミネーションの最終日に京王線新宿駅 - 橋本駅間で臨時列車が運行され、京王よみうりランド駅に臨時停車した[47]。
  - 4月30日 - 5月1日 - 「京王ライナー平成→令和号」を運転。改元前の2019年4月30日23時45分に京王線新宿駅を出発し元号が変わる5月1日にかけて運行された[48]。
  - 8月9日 - 利用者数200万人を達成[49]。
  - 6月15日 - 10月14日 - 土休日に「京王ライナー87号」が新宿駅 - 高尾山口駅間で運行された[50]。高尾山ビアマウントのイベント開催に伴い運転されたもので、乗車特典として新宿駅 - 府中駅間で300円引きとなる割引券が配布された。
  - 10月1日 - 消費税率引き上げにより、座席指定券は10円値上げして410円となる。
- 2020年（令和2年）
  - 1月13日 - 利用者数300万人を達成[51]。
  - 2月22日 - 京王線でダイヤ改正を実施。平日の朝と夕方、土休日の夕方は増発となる一方で、土休日朝は減便となる[6]。
  - 4月29日 - 6月21日 - 新型コロナウイルス緊急事態宣言発令に伴い、土休日の運転を休止[52]。
  - 6月1日 - 新型コロナウイルスの感染拡大に伴い、時差通勤の呼びかけと合わせて平日朝間上りに臨時列車を3本増発する一方、平日深夜下りの各方面最終便を運休[52][53]。
  - 6月27日 - 土休日の運転を再開[52][54]。
  - 10月30日 - 京王線でダイヤ修正を実施。6月に設定された臨時列車の一部を定期運行に昇格。運休となっていた下り深夜0時台の運行を平日夕夜間帯にシフトし、さらに橋本行き1本を追加。16時台から23時台まで京王八王子行きと橋本行きがそれぞれ約1時間おきの運行となる[7]。
  - 11月4日 - 利用者数400万人を達成[55]。
- 2021年（令和3年）
  - 10月2日 - 12月26日 - 土休日限定の「こどもといっしょ割 座席指定券」を発売[14]。
  - 10月30日 - 土休日のみ全ての列車が明大前駅に停車開始[12]。車両の行先表示や駅案内表示にて「Mt.TAKAO号」の専用ロゴマークを使用開始。
- 2022年（令和4年）
  - 3月12日：京王線でダイヤ改正を実施。平日も全列車が明大前駅に停車を開始し、土休日は京王ライナーが上り4本（京王八王子発2本・橋本発2本）を増発し、また「Mt.TAKAO号」を下り2本増発し[注釈 13]。上り1本を除き定期列車となる[注釈 14][56][8]。
  - 7月23日 - 8月28日 - 土休日限定の「こどもといっしょ割 座席指定券」を発売[15]。
  - 10月25日：利用者数777万人を達成。これを記念して、Amazonギフト券やトレーディングカードをプレゼントするキャンペーンを実施[57]。
  - 10月29日 - 12月18日 - 土休日限定の「こどもといっしょ割 座席指定券」を発売[16]。
  - 11月28日 - 「Mt.TAKAO 6号（当時）」の運行を停止する季節が冬季であることが発表[32]。
- 2023年（令和5年）
  - 1月28日・3月4日・3月11日 - 株式会社ジャイアントと協力し、Mt.TAKAO号でサイクルトレインの実証実験を実施[注釈 15][注釈 16][58][59]。
  - 3月18日 - ダイヤ改正により、以下のとおりとなる[9]。
    - 平日の京王ライナーについては、上り列車は2本（京王八王子発1本・橋本発1本）、下り列車は橋本行き3本を増便し、平日の新宿駅の京王ライナーの発車番線が1番線に変更。
    - 土休日は、下り京王ライナーを2本（京王八王子行き1本・橋本行き1本）増便し、Mt.TAKAO号についても上り列車1本を増便。

  - 10月3日 - 10月20日（予定）：9月30日に発生した人身事故による車両破損のため京王八王子駅発着の1往復が運休[注釈 17][60]。
- 2024年（令和6年）
  - 3月18日 - ダイヤ改正により、以下のとおりとなる[10]。
    - 平日の京王ライナーについては、京王多摩センター始発の上り列車を1本、下り列車は橋本駅行2本を増便。
    - 土休日は、橋本始発の上り京王ライナーを1本を増便し、下り列車の橋本行き京王ライナーについても1本増便。また、増便となった下りの橋本行き京王ライナーは、始めて午前中の設定となった。

  - 4月28日 - 5月6日 - 土休日に 「京王ライナー61号」が新宿駅 - 高尾山口駅間で運行された[61]。
  - 7月25日 - 京王ライナーの個室プランを実証実験として販売開始[注釈 18][17]。
  - 8月10日 - 8月12日 - 「京王ライナー63号」が新宿駅 - 高尾山口駅間で運行された。また、8月11日に限り飛田給駅に臨時停車した[注釈 19][62]
- 2025年（令和7年）
  - 3月15日 - ダイヤ改正により以下のとおりとなる[11]。
    - 高尾山口発着の定期京王ライナーを新設（平日上下各1本、土休日下り2本）[注釈 20]
    - 平日の京王ライナーは、上り京王八王子始発・橋本始発の各1本を増便。また、京王多摩センター始発の列車を橋本始発に変更。
    - 土休日の京王ライナーは、下り橋本行きを3本増便。